# Фабрис Сулие
Фабрис (FabSoul) Сулие (на френски: Fabrice Soulier) е покер играч от Франция.
Роден е в Авиньон на 23 април 1969 г. Занимава се професионално с покер и взема участие в покер турнири, като последният му успех е от 2010 година, когато завършва 3-ти в PPT.

## Успехи
- 2001 Grand Prix de Paris NLH – 1-ви ($57 000)
- 2005 WSOP $2000 No Limit Hold’em – 7th ($103 260)
- 2006 WPT San Jose Bay 101 – 5-и ($240 000)

WSOP $1000 No Limit Hold'em – 4-ти ($50 050)
- 2007 WSOP $1500 No Limit Hold'em – 7th ($65 000)
- 2008 Marrakech Poker Open 50 000 د.م. Main Event No Limit Hold'em – 1-ви ($135 498)
- 2009 WSOP $ 1500 HORSE – 7-и ($32 000)

WSOP $ 10 000 Main Event – 49-и ($138 568)
- 2010 PPT Main Event – 3-ти